# Caja Trujillo
Caja Trujillo es una caja de ahorros peruana con sede en la ciudad de Trujillo, del sector financiero. Proporciona servicios principalmente a empresarios del sector PYME.

## Historia
Caja Trujillo fue creada como una institución de microfinanzas el 19 de octubre de 1982. Es de propiedad de la Municipalidad de Trujillo. El 12 de noviembre de 1984 inició formalmente operaciones.
Según un estudio publicado en el 2010 por la revista Perú Económico, es una marca representativa de la ciudad.
En 2012, el presidente de la Asamblea General Anual fue César Acuña Peralta, alcalde de la ciudad entre 2011 y 2014.

## Sucursales regionales
Caja Trujillo cuenta con sucursales y agentes en los siguientes departamentos y regiones del Perú:
- Tumbes
- Piura
- Lambayeque
- La Libertad
- Áncash
- Amazonas
- Cajamarca
- Lima
- San Martín
- Huánuco
- Huacho

## Compañías relacionadas
- SEDALIB, empresa de Abastecimiento de Agua y Saneamiento del departamento de La Libertad.